# PsychSpider

Abfragemaske des PsychSpider

PsychSpider  war eine seit 2000 für mehr als ein Jahrzehnt vom Leibniz-Institut für Psychologie  (ZPID) betriebene Suchmaschine für wissenschaftliche Inhalte zur Psychologie. Sie bot Zugang zu bis über 1,2 Millionen Dokumenten (Stand: 2011), welche sowohl aus dem frei zugänglichen als auch dem Deep Web stammten. Es handelte sich bei PsychSpider vorwiegend um eine Websuchmaschine, allerdings wurden auch strukturierte bibliographische Daten indiziert. Ihr Betrieb wurde eingestellt zugunsten des kostenfreien mehrsprachigen Suchportals PubPsych.

## Funktionsweise und Aufbau
PsychSpider konzentrierte sich auf Dokumente aus dem Themenbereich Psychologie und relevanter Nachbargebiete, was zum Aufbau vertikaler Kollektionen führte  (Beschränkung auf einzelne Bereiche und Versuch, diese in ihrer ganzen Tiefe zu erfassen). Die indizierten Webseiten wurden nach vorgegebenen Kriterien den Kollektionen zugeordnet, welche gezielt über die erweiterte  Suchoberfläche abgesucht werden konnten. Beim Retrieval erfolgte über eine Heuristik eine Gewichtung des Suchbegriffs mit entsprechendem Relevanz-Ranking.
Die Suchmaschine verfügte u. a. über Merkmale wie „Boolesche Operatoren“, natürlichsprachige Eingaben, Relevanzbewertung der Resultate, im- und exportierbare Indexe, parametrische Suche und automatische Kategorisierung.
Der Umfang war variabel, es wurden über 1250 Server aus deutschsprachigen Ländern abgesucht, die Aktualisierung erfolgte regelmäßig.

## Index
Der Index der Suchmaschine setzte sich aus folgenden Ressourcen zusammen:
- psychologische Institute und Institutionen
- psychologische Fachzeitschriften
- Fachgesellschaften, Fachgruppen
- Personal Homepages von Psychologinnen und Psychologen
- Veranstaltungen
- Webseiten, deren Inhalt sich mit Psychologie und psychologischen Themen auseinandersetzt
- PSYNDEX, die Literaturdatenbank für Psychologie
- MEDLINE (Records mit major topic psychology)
- Forschungsdaten, wie sie zum Beispiel in PsychData[5] nachgewiesen werden
- psychologierelevante bibliographische Datensätze der ERIC Collection (Education Resources Information Center)
- Daten des SSG OPAC (Sondersammelgebiet Psychologie Online Public Access Catalogue)[6]

## Nutzungsmöglichkeiten

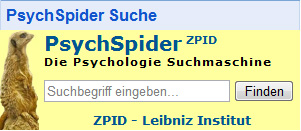
PsychSpider-Gadget

Neben der bereits erwähnten Möglichkeit, Kollektionen aus- und abzuwählen, konnte in PsychSpider gezielt nach Feldern wie „Autor“,„Titel“, „Schlagwort“ und/oder dem Inhalt der Seite „www.zpid.de“ gesucht werden. Des Weiteren hatte die Suchmaschine den Vorteil, dass ein Großteil des Indexes auf manueller intellektueller Arbeit beruhte, so dass eine hohe Qualität und Relevanz der Treffer gewährleistet werden konnte. Neben der direkten Browsersuche, gab es vielfältige weitere Optionen, PsychSpider zu nutzen. So gab es eine integrierte Suche auf der ZPID-Facebookpräsenz. Außerdem konnte PsychSpider mittels eines Plugins als integrierter Suchdienst direkt in den Browser eingebunden werden. Für Webmaster wurde ein Gadget angeboten, welches auf einer Webseite eingebunden werden konnte und eine direkte Suchmöglichkeit bot.

## Nachfolge: PubPsych
Das mehrsprachige Psychologie-Suchportal PubPsych hat PsychSpider abgelöst. Es enthält weiterhin einen Großteil der Inhalte von PsychSpider. Es ist ein vom ZPID koordiniertes gemeinsames Projekt mit dem Institut de l’Information Scientifique et Technique (INIST-CNRS) aus Frankreich, dem Centro de Ciencias Humanas y Sociales (CCHS-CSIC) aus Spanien, sowie der National Library of Norway (NLN) als Norwegen. Enthalten sind lizenzierte psychologische Datenbanksegmente der U.S. National Library of Medicine (NLM), des Education Resources Information Center (ERIC) aus den USA, sowie den Data Archiving and Networked Services (DANS) aus den Niederlanden.